# I livets vår

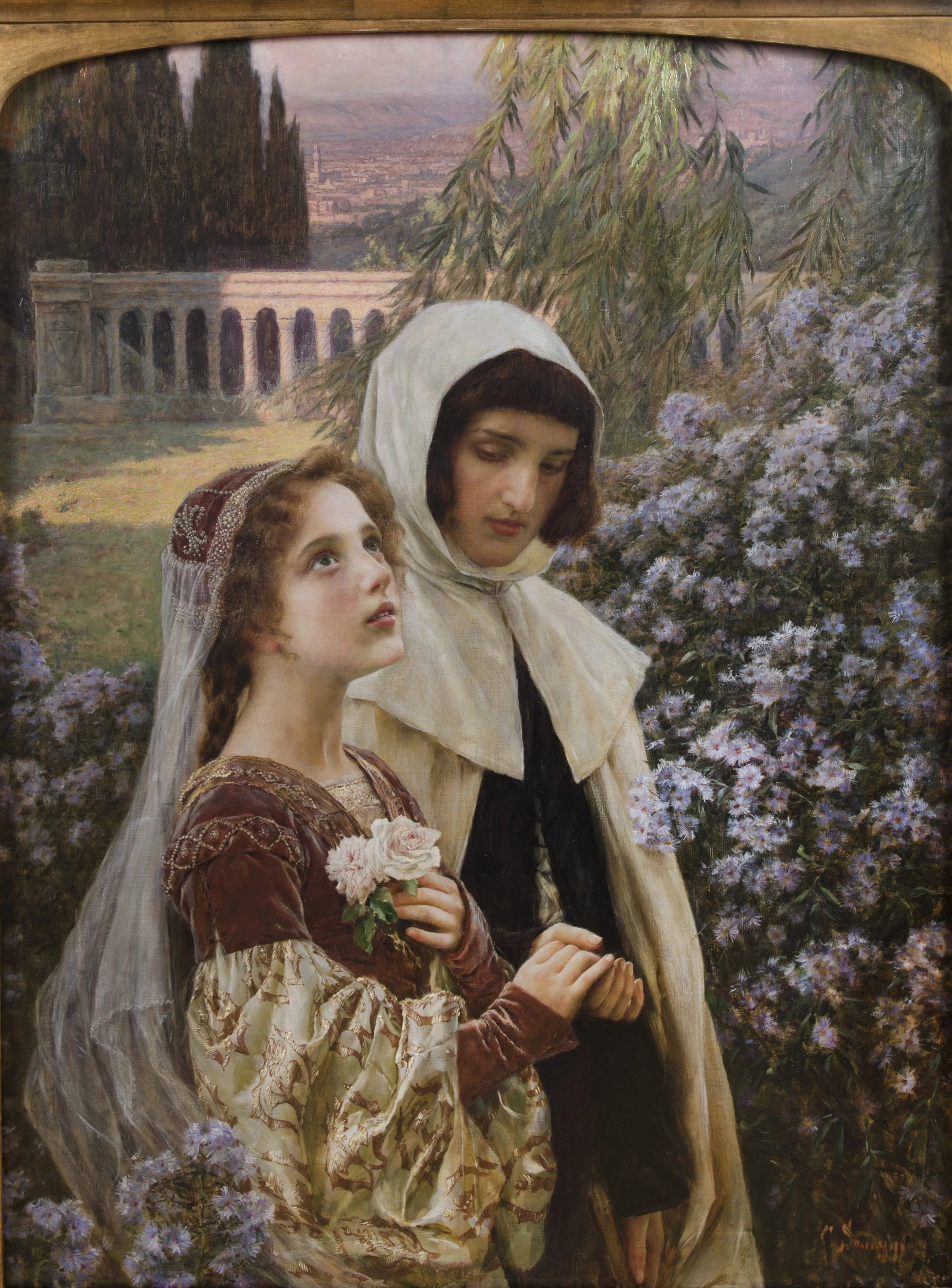
"Incipit vita nova", "Dante och Beatrice i trädgården", 1903, mästerverk av målaren Cesare Saccaggi

I livets vår (italienska: Vita nuova) är en text från 1293 av den italienske författaren Dante Alighieri. Verket uttrycker Dantes kärlek till sin musa Beatrice Portinari. Det består av växelvis vers och prosa, med 42 korta kapitel som kommenterar och binder samman Dantes ungdomsdikter. Dikterna utgörs av 25 sonetter, en ballad och fem canzoner. Verket är skrivet på den toskanska dialekt som genom Dante skulle få stor påverkan på det som skulle bli standarditalienskan. 

## Svenska översättningar
- I livets vår (översättning Fredrik Wulff) (Geber, 1897) [tvåspråkig utgåva]
- Vita nova [sic] (originalets text med svensk tolkning jämte efterskrift av Ernst C:son Bredberg) (Natur och kultur, 1961)
- Vita nuova (översättning, förord och kommentarer av Anders Cullhed) (Bokförlaget Faethon, 2021).